# Öga för öga (film)
Öga för öga är en amerikansk dramathriller från 1996 i regi av John Schlesinger. Huvudrollerna spelas av Sally Field, Kiefer Sutherland, Ed Harris, Beverly D'Angelo och Joe Mantegna.

## Handling
Karen McCann (Sally Field) är gift med Mack (Ed Harris). Hon har en dotter från ett tidigare äktenskap, 17-åriga Julie, och en dotter tillsammans med Mark, 6-åriga Megan. Tillvaron slås sönder när Julie blir våldtagen och mördad.
DNA-spår pekar ut en förövare, Robert Doob (Kiefer Sutherland), och denne ställs inför rätta. Åtalet ogillas dock på grund av en juridisk teknikalitet och Doob släpps. Karen är oförmögen att släppa det hela och börjar spionera på Doob. Vid ett tillfälle söker Doob upp dottern Megan på en lekplats och pratar med henne, varefter han hotar Karen. När Karen senare får kännedom om att Doob ännu en gång släpps fri på grund av en juridisk teknikalitet i ett fall som liknar den mördade dotterns, bestämmer sig Karen för att ta lagen i egna händer.

## Rollista
- Sally Field – Karen McCann
- Ed Harris – Mack McCann
- Kiefer Sutherland – Robert Doob
- Joe Mantegna – Joe Denillo
- Paul McCrane – Neil Cole
- Beverly D'Angelo – Dolly Green
- Olivia Burnette – Julie McCann
- Alexandra Kyle – Megan McCann
- Philip Baker Hall – Sidney Hughes
- Armin Shimerman – domare Arthur Younger